# Fraxern
Fraxern is een gemeente in de Oostenrijkse deelstaat Vorarlberg, gelegen in het district Feldkirch (FK). De gemeente heeft ongeveer 700 inwoners.

## Geografie
Fraxern heeft een oppervlakte van 8,87 km². Het ligt in het westen van het land.
Altach · Düns · Dünserberg · Feldkirch · Frastanz · Fraxern · Göfis · Götzis · Klaus · Koblach · Laterns · Mäder · Meiningen · Rankweil · Röns · Röthis · Satteins · Schlins · Schnifis · Sulz · Übersaxen · Viktorsberg · Weiler · Zwischenwasser
- Gemeinsame Normdatei: 4093220-5
- Virtual International Authority File: 245005729